# Chendur, Turuvekere
Chendur là một làng thuộc tehsil Turuvekere, huyện Tumkur, bang Karnataka, Ấn Độ.